# Schignano

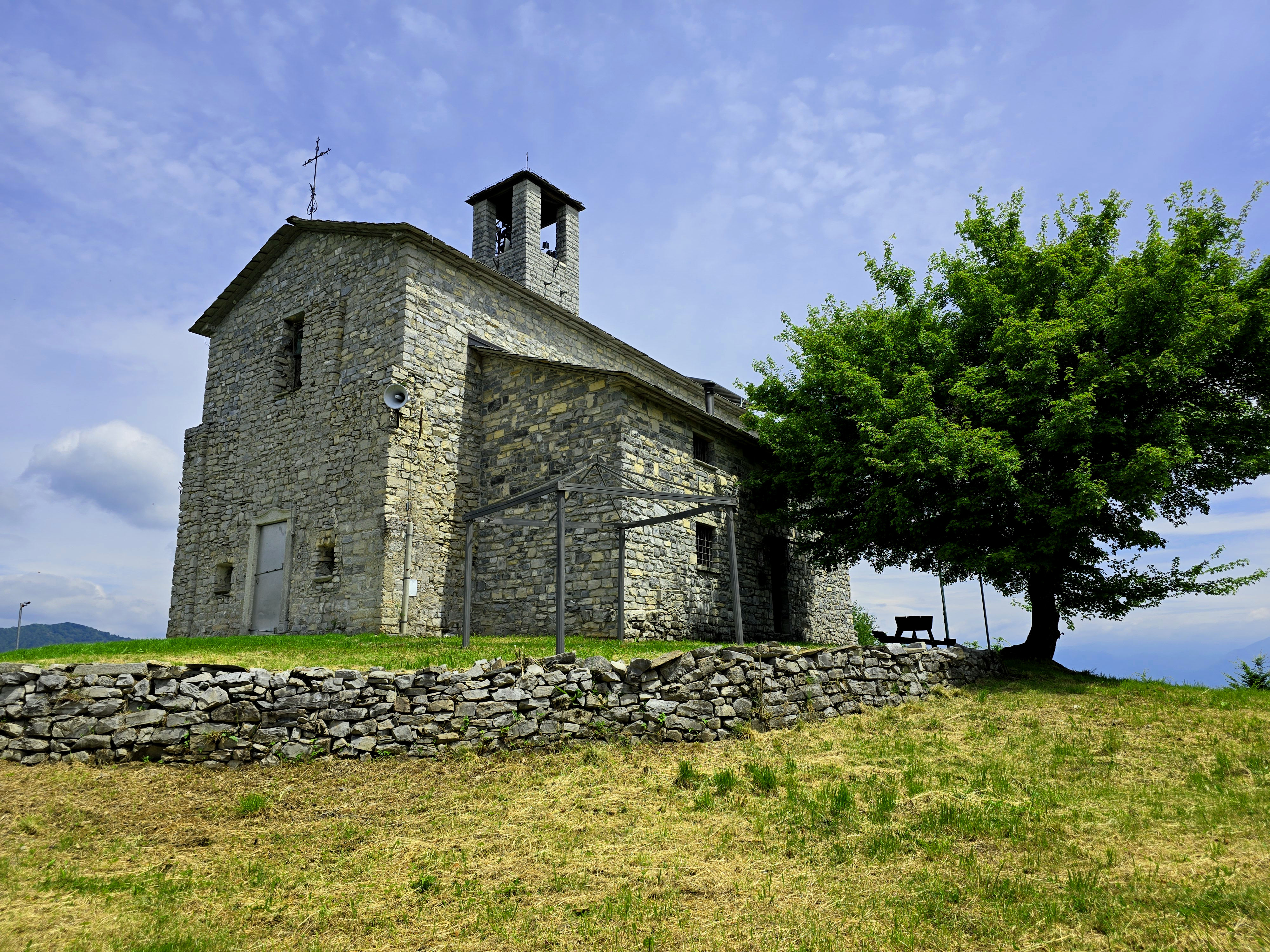
Chiesa di San Zeno, sul Monte San Zeno

Schignano (Schignàn in dialetto comasco, AFI: /ʃkiˈɲaŋ/) è un comune italiano sparso di 881 abitanti della provincia di Como in Lombardia.

## Geografia fisica
Schignano è posizionato nella Val d'Intelvi e il suo punto più alto si trova in corrispondenza della cima del monte Sasso Gordona, a 1410 m s.l.m. L'abitato nelle sue varie frazioni è posto in una conca chiusa dai seguenti monti: il Monte Gringo, il Monte Comana, il Monte di Binate, il Sasso Gordona ed il Monte San Zeno.

## Storia

### Epoca antica
È stata rinvenuta nell'attuale territorio una tomba con corredo funebre e una spada in ferro con fodero, databile circa al 120 a.C., oggi visibile al Museo archeologico Paolo Giovio di Como.

### Epoca medievale: periodo comunale e visconteo
Le prime notizie riguardo a Schignano risalgono al XIII secolo, anticamente il paese era situato più in basso dell'attuale livello del centro di Occagno, così rimase fino alla peste nera del trecento quando raso al suolo fu ricoperto completamente di calce per eliminare il morbo, in ricordo dei morti di peste e per scongiurare una futura pestilenza facendo voto all'addolorata venne eretta nel 1476 in quella medesima posizione la cappella del Calcéta.
Negli Statuti di Como del 1335 comunia locorum de Schegniano, Uratio, Morobio et Castello appartenevano alla Pieve d'Intelvi che la ripartizione territoriale del 1240 attribuiva al quartiere di Porta San Lorenzo e Coloniola della città di Como. Schignano risulta facente parte della Pieve d'intelvi anche dal Liber consulum civitatis Novocomi dove sono inseriti i giuramenti dei consoli del comune dal 1510 al 1517.
Agli inizi del quattrocento Como e le terre di Lugano erano contese tra la famiglia Visconti e la famiglia Rusca, nel 1416 Lotario Rusca vendette Como ai Visconti ma la Pieve d'Intelvi, tutta la Valle e le terre di Lugano rimasero sotto il suo controllo.
Nel 1474 nacque ufficialmente la parrocchia di Schignano attestato da un'iscrizione sulla facciata della chiesa di Santa Maria. La parrocchia era attestata nel vicariato e pieve Vallis Intelvi nel 1651, solo dal 1730 il prevosto di Schignano riceve le insegne prepositurali, nel 1788 la parrocchia era di patronato della comunità e all'interno dei confini esistevano anche le chiese di San Giovanni Battista ad Occagno e di San Giuseppe in Auvrascio tuttora visitabili.

### Epoca moderna
Nel 1521 quando Milano e Como caddero sotto il dominio degli spagnoli, l'intera Valle Intelvi che faceva parte del contado comasco rimase alla famiglia Rusca fino al 1583 tranne che il breve periodo della dominazione di Gian Giacomo Medici detto il Medeghino. Come per tutto il territorio della provincia anche qui si possono trovare tracce profonde dei domini stranieri che si sono susseguiti.
Dagli atti delle visite pastorali del vescovo Feliciano Ninguarda risulta che nel 1589 la comunità era composta da 65 fuochi per un totale di 300 abitanti circa.
Nel 1644 il comune non era più inserito nella Pieve d'Intelvi bensì nel territorio dei "Cinque comuni della Mezzena" nel contado di Como di cui facevano parte anche Casasco, Cerano, Mezzena e Pigra.
Dopo esser stato un feudo dei Rusca e dei Marliani, nel 1713 Schignano passò ai Riva Andreotti.
Secondo il "Compartimento territoriale specificante le cassine" del 1751, Schignano era sempre inserito nei "Cinque comuni della Mezzena" ma il suo territorio comprendeva anche i cassinaggi di Retegno, Aurasco, Cassina Bedole, Cassine di Perla, Cassina di Vesbio, Manno e Cassina del Manno.
Dal censimento del 1751 emerge che il comune era composto inoltre dalle tre terre di Occagno, Rettegno e Aurascio e comprendeva circa 697 abitanti e non era infeudato, quindi pagava per la redenzione la "mezz'annata" pari a una certa somma di lire ogni quindici anni.
L'organo deliberativo della comunità era il convocato, composto da tutti i "vicini", che si riunivano in un solito luogo per deliberare, eleggevano un sindaco, un console e un cancelliere anche se spesso quest'ultimo non veniva eletto per risparmiare il denaro di un salario e era il sindaco che ne assumeva le funzioni tra cui la cura delle pubbliche scritture conservate in una cassa presso la "chiesa figliale", il console era eletto tra tutti gli uomini di età superiore ai diciotto.
Per l'esazione dei tributi veniva eletto ogni tre anni un esattore.
Schignano era sottoposto alla giurisdizione del podestà di Como al quale il console prestava giuramento.
Schignano compare nell'indice delle pievi e comunità dello stato di Milano del 1753 ancora appartenente ai cinque comuni della mezzena.
In seguito alla "Riforma al governo della città e contado di Como", il comune venne inserito nel nuovo compartimento territoriale dello Stato di Milano con l'editto del 10 giugno 1757, come comunità appartenente alla Pieve d'isola nel contado comasco e contava nel 1771 708 abitanti circa, in seguito alla statistica delle anime del medesimo anno.

#### La dominazione austriaca
In seguito alla suddivisione della Lombardia austriaca in province con l'editto del 26 settembre 1786, Schignano venne confermato all'interno della Pieve d'isola e inserito nella provincia di Como.
Con il nuovo compartimento territoriale per l'anno 1791 Schignano rimase all'interno della Pieve d'Isola ma inserito nel V distretto censuario dell'allora Provincia di Como.

#### La dominazione francese
In seguito al passaggio di dominio dagli austriaci ai francesi guidati da Napoleone Bonaparte il territorio fu suddiviso in dipartimenti come previsto dalla costituzione della Repubblica Cisalpina dell'8 luglio 1797 e con legge del 27 marzo 1798, il Comune di Schignano venne inserito nel Dipartimento del Lario, Distretto di Tremezzo. Con la successiva legge del 26 settembre 1798, venne trasportato nel Dipartimento d'Olona, Distretto XXIII di Argegno, poiché per un breve periodo era stato occupato dalle truppe russo-tedesche. Nel gennaio del 1799 contava 1 015 abitanti. Secondo quanto disposto dalla legge 13 marzo 1801, il comune inserito nel Distretto I di Como tornò a far parte del ricostituito Dipartimento del Lario.

Con la riorganizzazione del dipartimento, avviata a seguito della legge di riordino delle autorità amministrative del 1802 e resa definitivamente esecutiva durante il Regno d'Italia, Schignano venne inserito inizialmente nel Distretto V ex comansco di San Fedele Vall'Intelvi, classificato comune di III classe (21) e successivamente collocato nel Distretto I di Como, Cantone III di San Fedele. Prima dell'aggregazione contava 1 042 abitanti, dal 1807 fu disposta una concentrazione per i paesi di II e III classe così Schignano venne aggregato ad Argegno tale scelta venne confermata nel 1812.

### Dal periodo risorgimentale a oggi

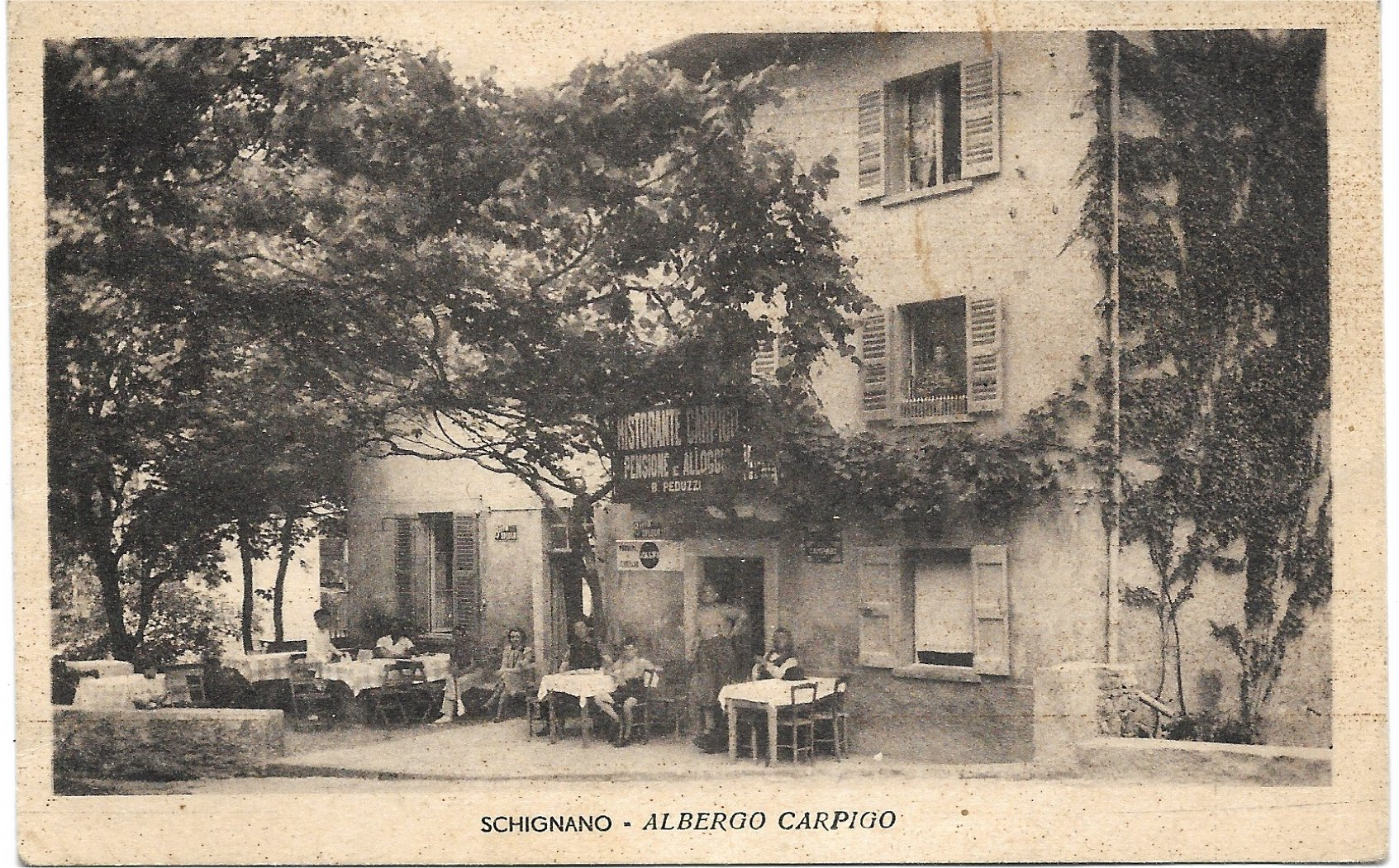
Cartolina di Schignano del 1943

Dopo il Congresso di Vienna la regione tornò di nuovo all'Impero Asburgico dominio che durò fino ai moti del 1848 che portarono alla liberazione, e anche Schignano diede il proprio contributo in queste vicende con il valoroso patriota Domenico Ceresa detto "Tardèt" che si unì con altri personaggi della valle come l'eroe sanfedelino Andrea Brenta ai moti di rivolta al dominio degli austriaci. In questo contesto, Schignano ospitava il cosiddetto "Casino dei Signori", quartier generale degli insorti.

Con l'attivazione dei comuni della provincia di Como, in base alla compartimentazione territoriale del Regno Lombardo-Veneto, il ricostituito comune venne inserito nel Distretto V di San Fedele e confermato dal dispaccio governativo del 2 settembre 1826, in seguito del successivo compartimento delle province lombarde.

In seguito con il compartimento territoriale della Lombardia, il Comune di Schignano fu inserito nel Distretto IX di San Fedele e era composto da 1 984 abitanti. Con l'unione della Lombardia al Regno di Sardegna, in base al compartimento territoriale previsto dal Decreto Rattazzi, Schignano fu incluso nel Mandamento VI di Castiglione e Circondario I di Como, Provincia di Como composto da 2 063 abitanti, il Comune era retto da un consiglio di quindici membri con una giunta di due. Alla costituzione del Regno d'Italia, il Comune aveva una popolazione di 2 015 abitanti ed entrò ufficialmente a fare parte del Regno, venne amministrato da un sindaco, una giunta e un consiglio.

Il 27 luglio 2021 il paese di Schignano fu colpito da un'alluvione che devastò alcune strade del centro.

### Simboli
Lo stemma e il gonfalone del comune sono stati concessi con decreto del presidente della Repubblica del 30 ottobre 2008.
Il gonfalone è un drappo di giallo.

## Monumenti e luoghi d'interesse

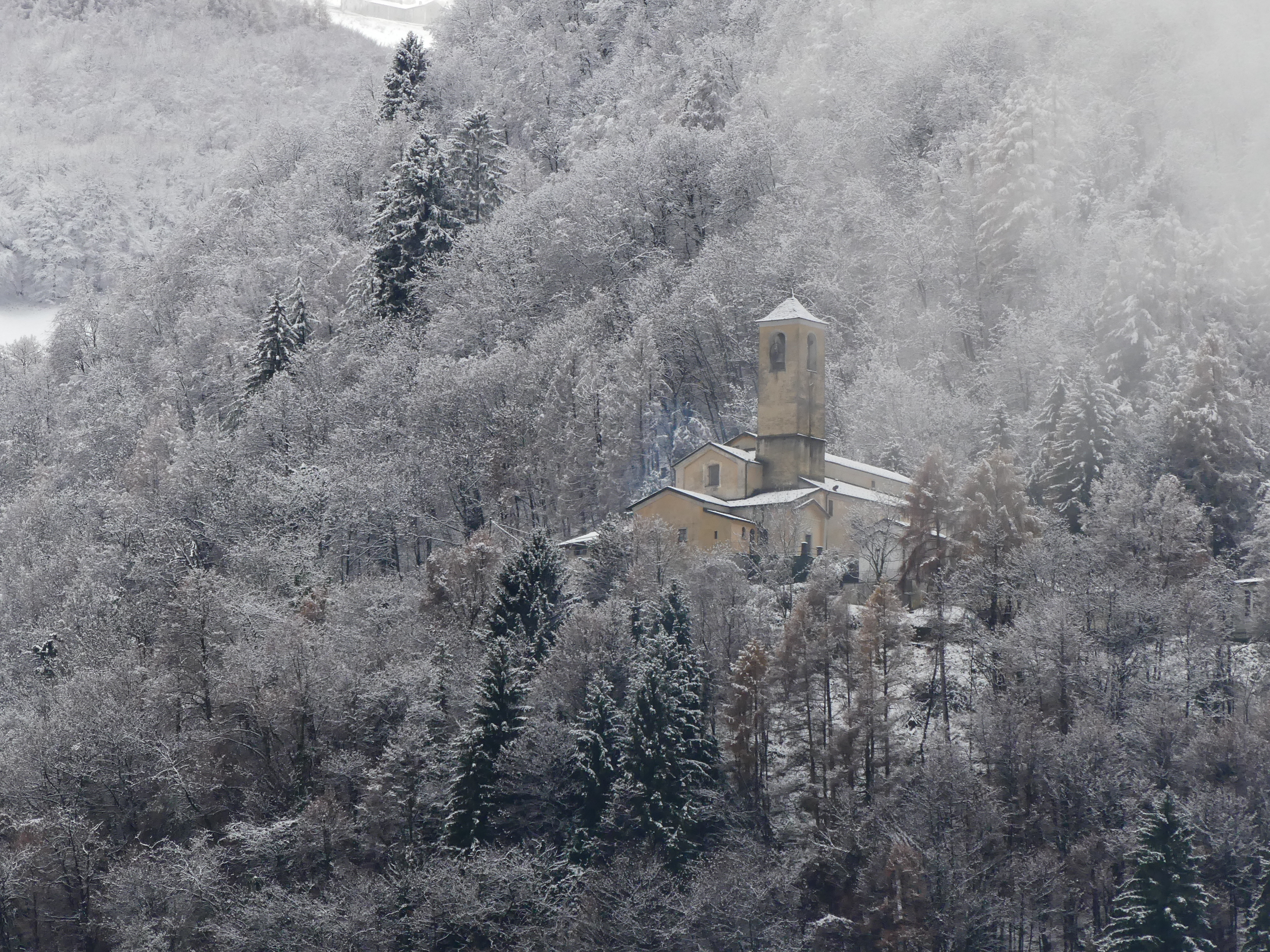
Chiesa di Santa Maria Assunta

### Architetture religiose
- Chiesa di Santa Maria Assunta[10], elevata al rango di parrocchiale nel 1467[4] e attestata durante la visita pastorale del vescovo Ninguarda sul finire del XVI secolo[11]. Nata come edificio romanico,[12] fu modificata più volte nel corso dei secoli; le più recenti rielaborazioni avvennero nel 1830,[12] quando vennero aggiunte due navate laterali[4]. Internamente, conserva una pala d'altare realizzata nel 1621 da Pietro Rebosco, originario della valle[4].
- Chiesa di San Giovanni Battista[13], attestata a Occagno dal 1788,[11] edificata sulla base di un precedente edificio in stile romanico[4] ma profondamente rielaborata da un intervento effettuato nel 1950[12]. Al suo interno, una Quattrocentesca[12] statua mariana di devozione popolare[4], realizzata come segno di ringraziamento per la fine dell'epidemia di peste del 1476[12].
- Chiesa di San Giuseppe[14] attestato a Auvrascio dal 1788[11].

### Altro

#### Lapide commemorativa del naufragio delTitanic

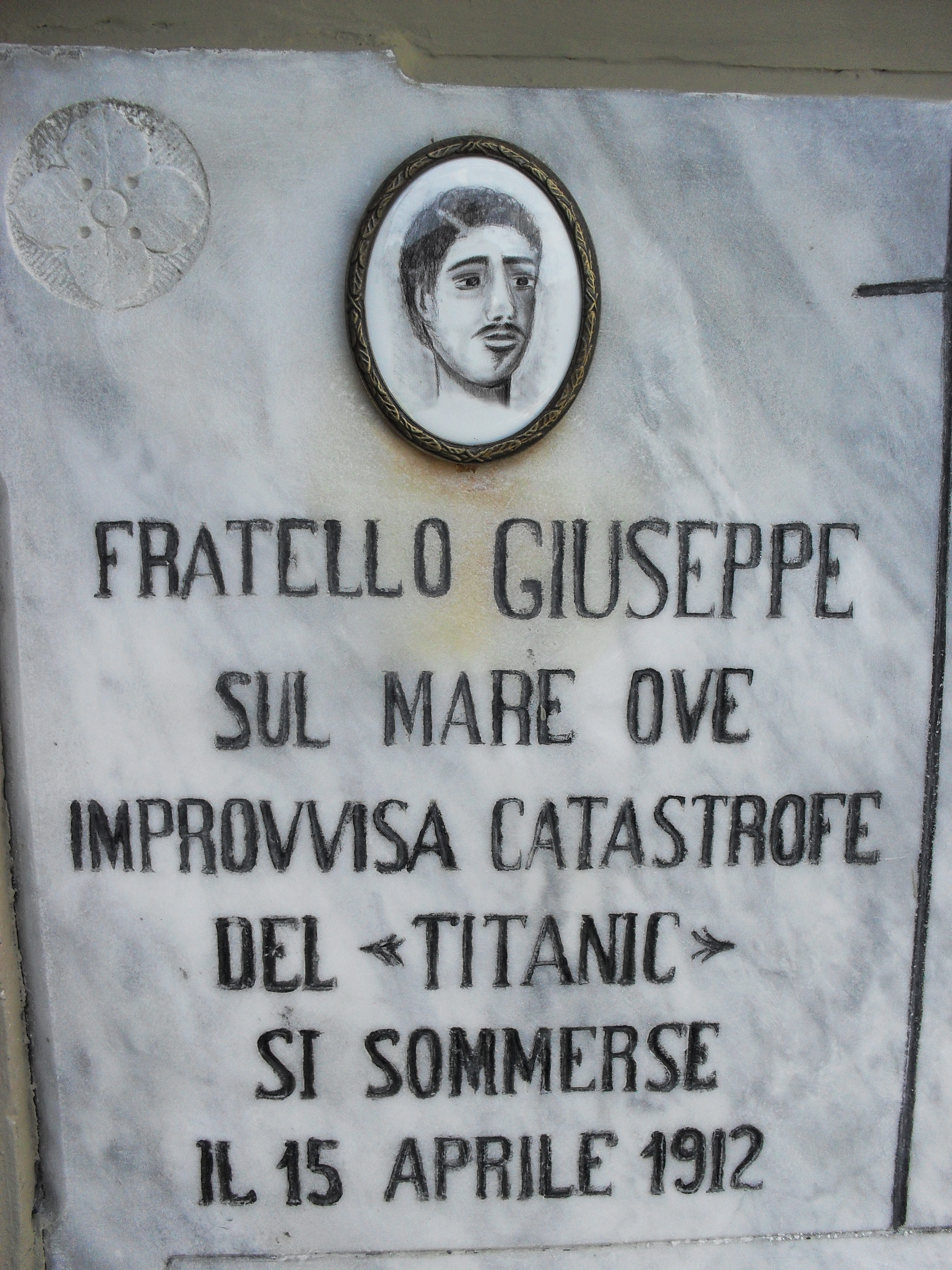
La lapide restaurata in occasione del centenario dell'affondamento del Titanic, che ricorda Giuseppe Peduzzi.

Una targa posta all'ingresso del locale cimitero ricorda la figura di Giuseppe Peduzzi schignanese che nel 1900 appena dodicenne si trasferì in Inghilterra, nel 1912 si imbarcò sull'RMS Titanic diretto negli Stati Uniti in cerca di fortuna e fu una delle 1 518 persone che persero la vita quando la nave affondò a seguito dello schianto contro un iceberg.

## Società

### Evoluzione demografica

#### Demografia pre-unitaria
- 1751: 697 abitanti[16]
- 1771: 708 abitanti[17]
- 1799: 1 015 abitanti[18]
- 1805: 1 024 abitanti[18]
- 1809: 1 042 abitanti (prima dell'annessione ad Argegno)[18]
- 1853: 1 954 abitanti[19]

#### Demografia post-unitaria
Abitanti censiti

### Tradizioni e folclore

#### Il carnevale di Schignano
A Schignano si tiene un caratteristico carnevale dalle origini molto antiche. Le tradizionali maschere del carnevale schignanese sono costituite da tipici personaggi locali: i Bei, i Brütt, la Ciocia, i Sapeur, la Sigurtà, e il Carlisepp. La stessa manifestazione è stata raccontata anche dal cantautore comasco Davide Van de Sfroos nella canzone "El Carnevaal de Schignan", contenuta nell'album Yanez del 2011.

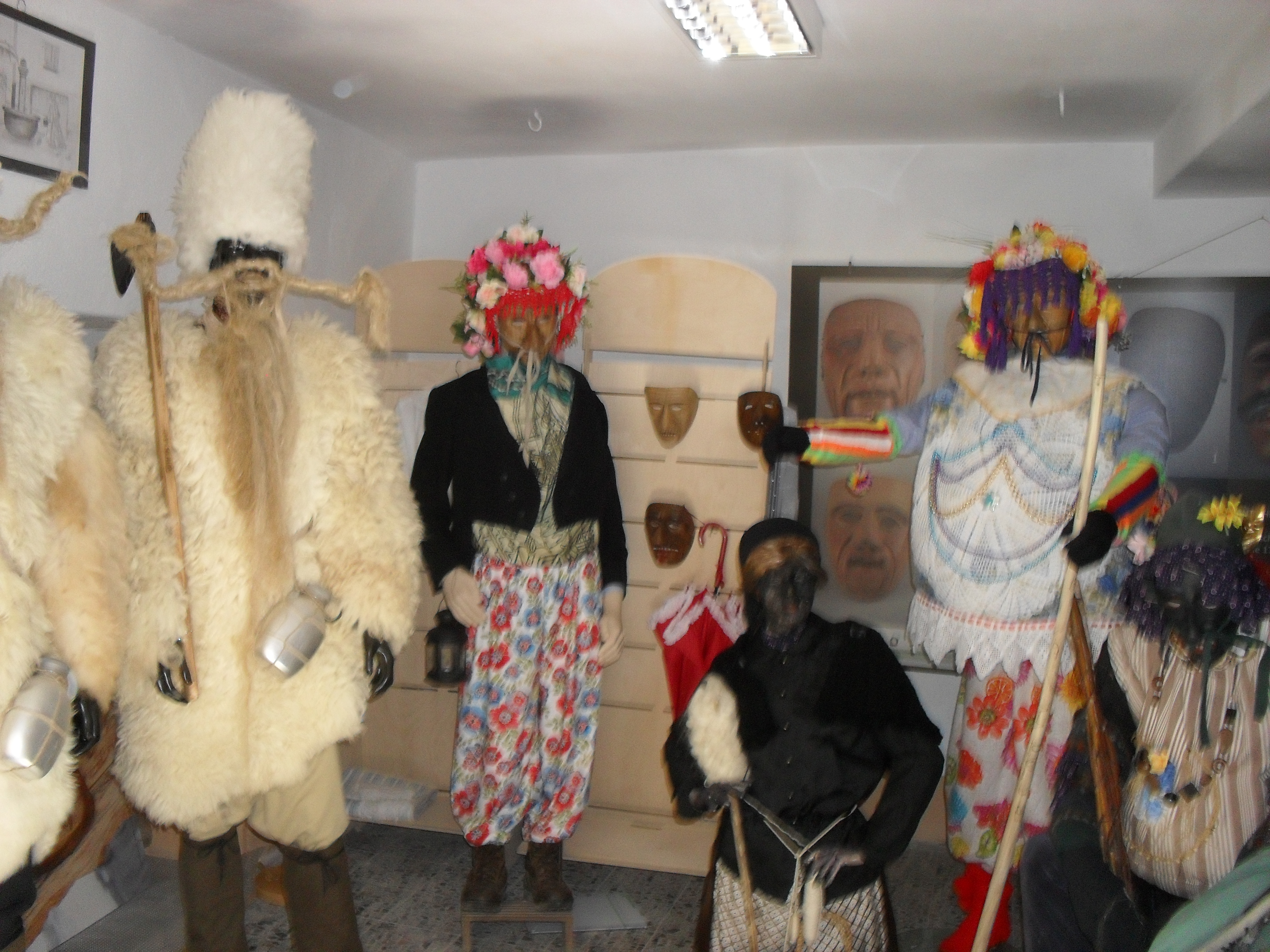
I personaggi carnevaleschi.

#### Il Vicolo Poldo
Dopo il famoso carnevale questa è una delle manifestazioni più importanti del paese.
È una manifestazione culturale che propone l'esposizione di opere d'arte sia in concorso sia fuori concorso nel campo della scultura, della pittura, della poesia e dell'acquarello, questa categoria è presente solo dagli ultimi tre anni.
I partecipanti, nonché artisti possono esaltare la loro creatività mettendoci le proprie emozioni, tradizioni e
il gusto per l'arte locale; le opere in concorso vengono valutate da una giuria tecnica a seconda della categoria e nominati per ognuna il primo, secondo e terzo classificato.
È nata nel 1975 e nel 2017 ha raggiunto i suoi 43 anni di attività, riscuotendo sempre enorme successo e addirittura migliorandosi nel tempo, aggiungendo altre categorie come e introducendo anche una giuria popolare.

#### Mangialonga delle frazioni
La Mangialonga è una camminata gastronomica con dieci tappe lungo le quali i partecipanti possono degustare i prodotti tipici della zona o addirittura del paese, si svolge sempre l'ultima domenica del mese di agosto a conclusione del periodo delle vacanze estive.
I prodotti che si possono degustare variano dal dolce come la torta di pane e dai primi piatti come gli gnocchi del cucchiaio e la Balocia, un cartoccio di polenta con formaggi fusi all'interno fino ai salumi e formaggi della valle.
Al 2017 l'evento ha raggiunto la diciannovesima edizione recuperando la precedente numerazione iniziata nel 1999; ha sempre riscosso successo incrementando le partecipazioni di anno in anno.

#### Boscultura
Ciò che riguarda l'evento lo dice la parola stessa nel titolo, ovvero "sculture nel bosco" che sono realizzate lungo i sentieri del territorio boschivo all'interno del paese.
In realtà è una manifestazione di recente invenzione, la prima edizione è del 2014, si svolge da allora ogni anno nel periodo tra la fine di maggio e l'inizio di giugno, ha la durata di una settimana e per tutto il periodo i diversi scultori nonché i mascherai del carnevale realizzano vere e proprie opere d'arte lignee nei tronchi degli alberi sul sentiero seguendo la tematica decisa per ogni edizione, infatti nel 2015 il tema era il cibo stesso tema dell'esposizione universale, Expo Milano 2015 mentre nel 2016 era il contrabbando di sigarette (fenomeno presente nella zona nel secondo dopoguerra), nel 2017 il tema ha riguardato i miti e le leggende della montagna. Nel 2018 le boscosculture aggiunte seguivano la tematica della Grande guerra perché durante l'anno ricorrevano cent'anni dalla sua conclusione, con queste sculture si è raggiunto il termine del percorso in prossimità delle trincee della Linea Cadorna sotto il Sasso Gordona. Nel 2019 per mantenere viva questa manifestazione si è deciso di realizzare sculture e installazioni nel centro storico per rivalorizzare la frazione Occagno.
Alla fine della settimana, in base alle libere votazioni dei visitatori, viene proclamato un vincitore.
Le sculture rappresentano un vero museo a cielo aperto e si possono ammirare tutto l'anno.
Ad oggi le sculture sono più di cinquanta.

## Amministrazione

Vecchio stemma

### Amministrazioni passate
| Periodo | Periodo   | Primo cittadino          | Partito      | Carica                  | Note   |
| ------- | --------- | ------------------------ | ------------ | ----------------------- | ------ |
| 1864    | 1864      | Giuseppe Peduzzi         |              | Sindaco                 | [ 22 ] |
| 1865    | 1865      | Domenico Giobbi          |              | Sindaco                 |        |
| 1867    | 1868      | Francesco Peduzzi        |              | Sindaco                 |        |
| 1869    | 1872      | Antonio Peduzzi          |              | Sindaco                 |        |
| 1877    | 1881      | Domenico Peduzzi         |              | Sindaco                 | [ 22 ] |
| 1882    | 1885      | Lorenzo Maglia           |              | Sindaco                 | [ 22 ] |
| 1886    | 1890      | Domenico Peduzzi         |              | Sindaco                 | [ 22 ] |
| 1891    | 1902      | Domenico Giobbi          |              | Sindaco                 | [ 22 ] |
| 1902    | 1906      | Francesco Peduzzi        |              | Sindaco                 | [ 22 ] |
| 1906    | 1911      | Domenico Peduzzi         |              | Sindaco                 | [ 22 ] |
| 1911    | 1914      | Battista Ceresa "Furbet" |              | Sindaco                 | [ 22 ] |
| 1915    | 1920      | Giacomo Peduzzi "Furbet" |              | Sindaco                 | [ 22 ] |
| 1920    | 1923      | Carlo Ceresa "Pedina"    |              | Sindaco                 | [ 22 ] |
| 1923    | 1925      | Giuliano Fontana         |              | Commissario Prefettizio | [ 22 ] |
| 1925    | 1926      | Ezio Peduzzi             |              | Sindaco                 | [ 22 ] |
| 1926    | 1935      | Dante Rosati             |              | Podestà del Fascismo    | [ 22 ] |
| 1935    | 1940      | Bartolomeo Berini        |              | Podestà del Fascismo    | [ 22 ] |
| 1941    | 1943      | Rodolfo Civelli          |              | Podestà del Fascismo    | [ 22 ] |
| 1943    | 1944      | Carlo Berini             |              | Commissario Prefettizio | [ 22 ] |
| 1944    | 1945      | Rodolfo Civelli          |              | Commissario Prefettizio | [ 22 ] |
| 1945    | 1950      | Giovanni Rigola          |              | Sindaco                 | [ 22 ] |
| 1951    | 1955      | Cesare Panizza           |              | Sindaco                 |        |
| 1956    | 1960      | Ferdinando Ceresa        |              | Sindaco                 |        |
| 1961    | 1965      | Aurelio Gelpi            |              | Sindaco                 |        |
| 1965    | 1970      | Lelio Peduzzi            |              | Sindaco                 |        |
| 1970    | 1995      | Evaristo Gaggetta        |              | Sindaco                 | [ 23 ] |
| 1995    | 2004      | Ferruccio Rigola         | Lista Civica | Sindaco                 | [ 23 ] |
| 2004    | 2009      | Gabriella Bordoli        | Lista Civica | Sindaco                 | [ 23 ] |
| 2009    | 2014      | Carla Cerutti            | Lista Civica | Sindaco                 | [ 23 ] |
| 2014    | 2019      | Ferruccio Rigola         | Lista Civica | Sindaco                 | [ 23 ] |
| 2019    | 2024      | Ferruccio Rigola         | Lista Civica | Sindaco                 | [ 23 ] |
| 2024    | in carica | Ferruccio Rigola         | Lista Civica | Sindaco                 | [ 23 ] |

### Gemellaggi
Saint-Amé, dipartimento dei Vosgi, regione della Lorena; luogo dove sono emigrati molti cittadini schignanesi nella prima parte del XX secolo.
 Cermenate, anch'esso situato in Provincia di Como.

## Geografia antropica
Il paese è costituito da un insieme di frazioni, tra le quali la più grande e popolosa è quella di Occagno, che si incontra all'entrata del territorio comunale provenendo da Argegno sul Lago di Como.

## Galleria d'immagini

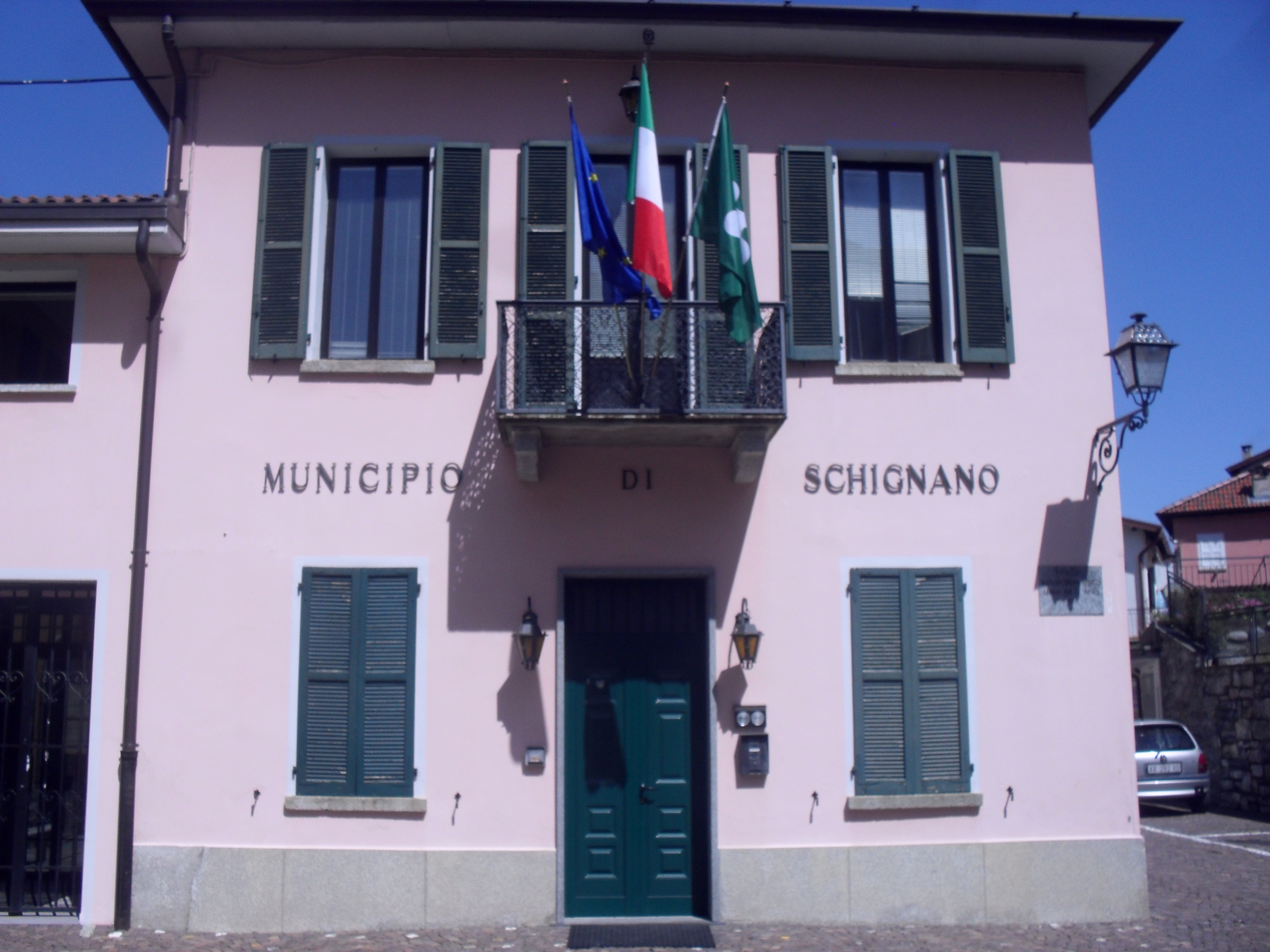
Il municipio
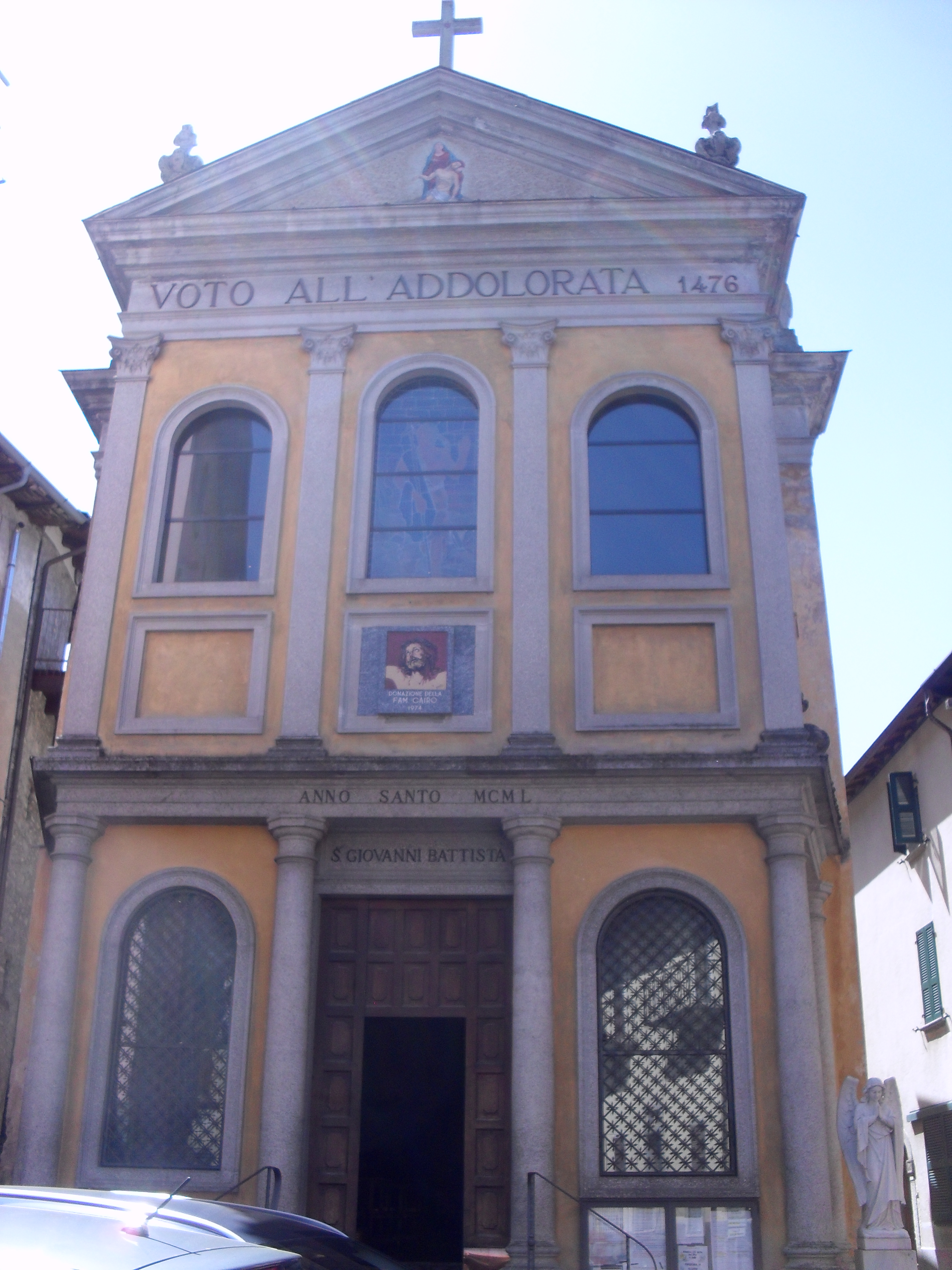
Chiesa di San Giovanni Battista in piazza San Giovanni ad Occagno
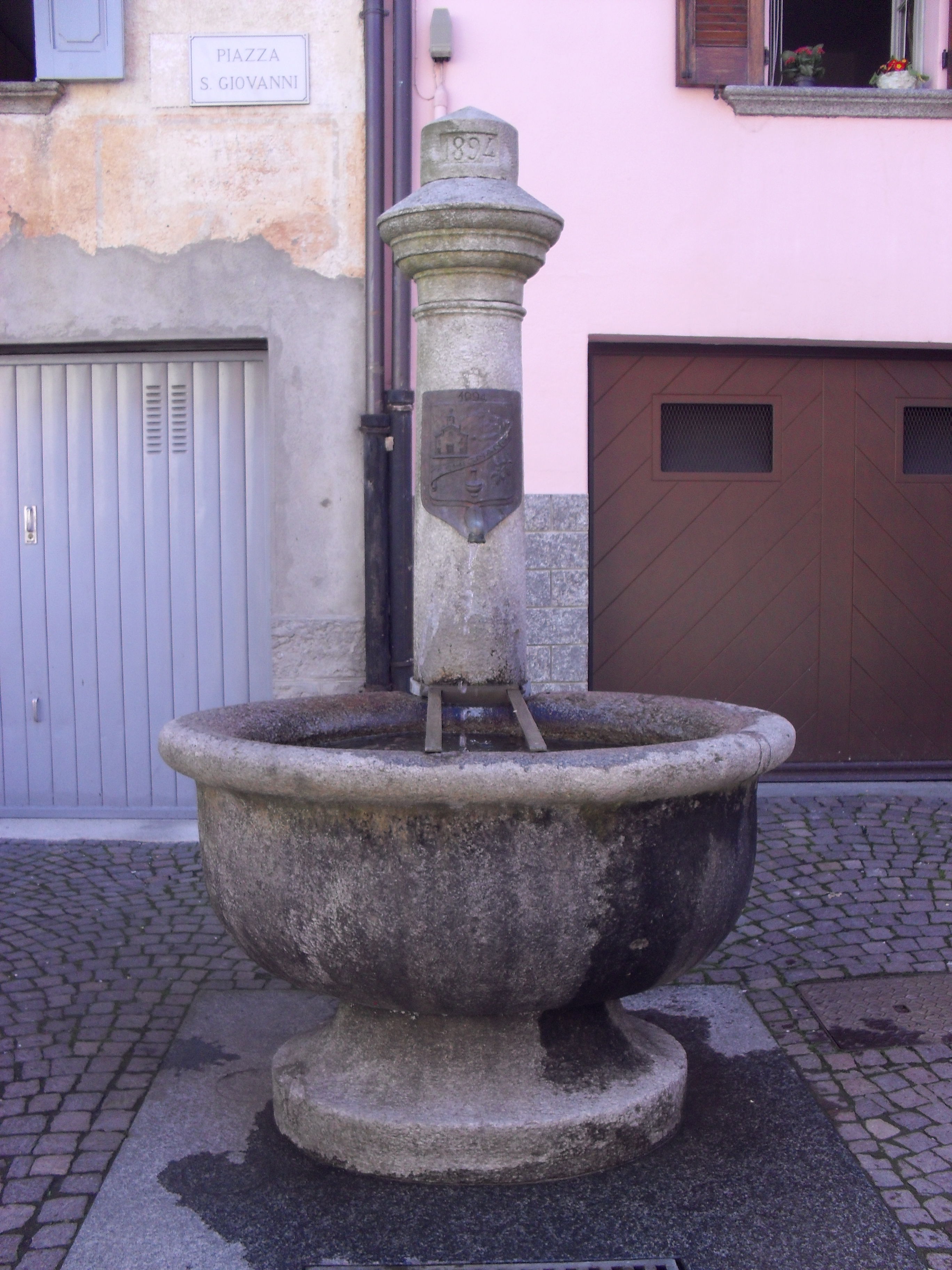
Fontana del 1894 in piazza San Giovanni ad Occagno
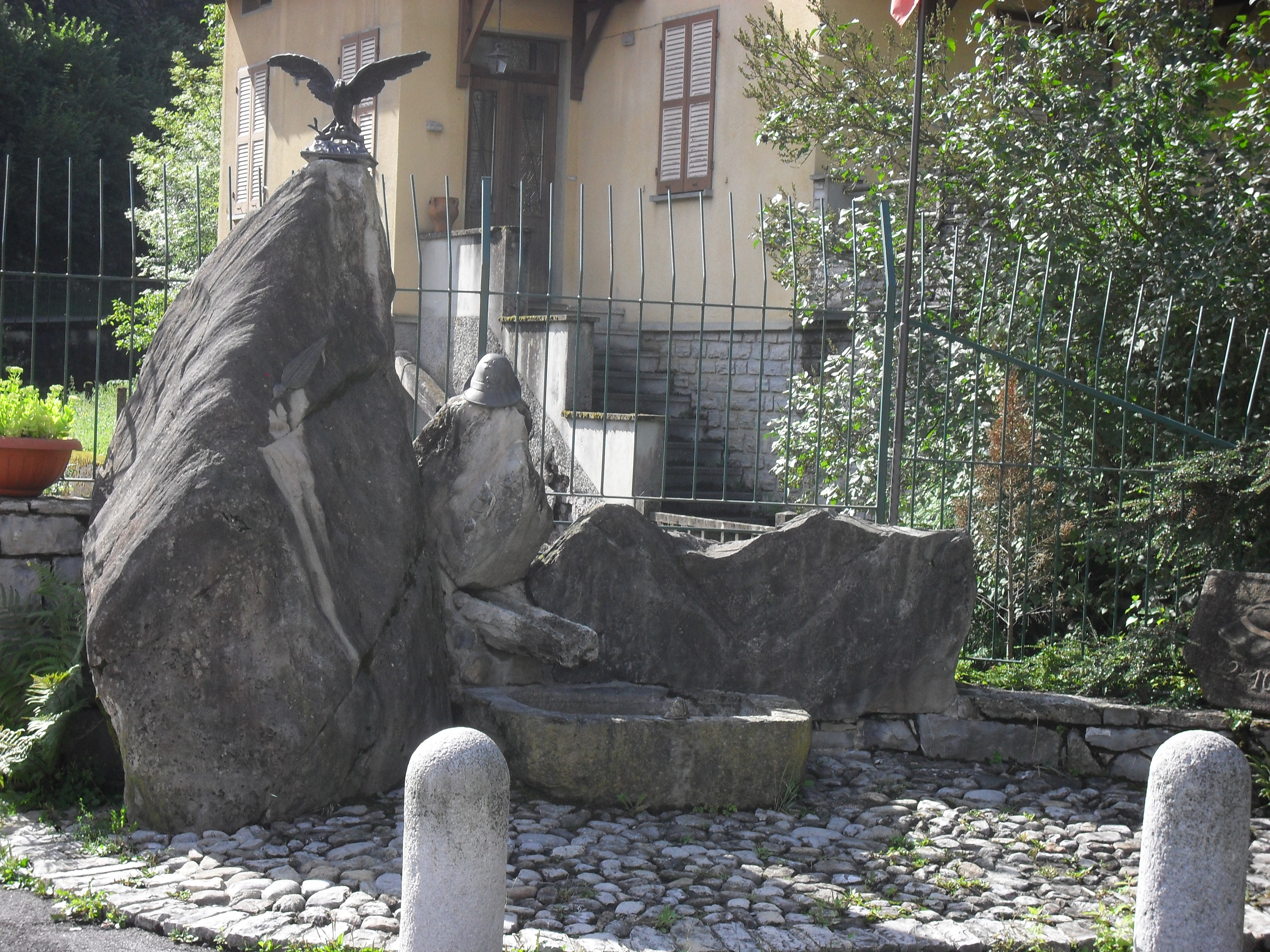
Monumento degli alpini
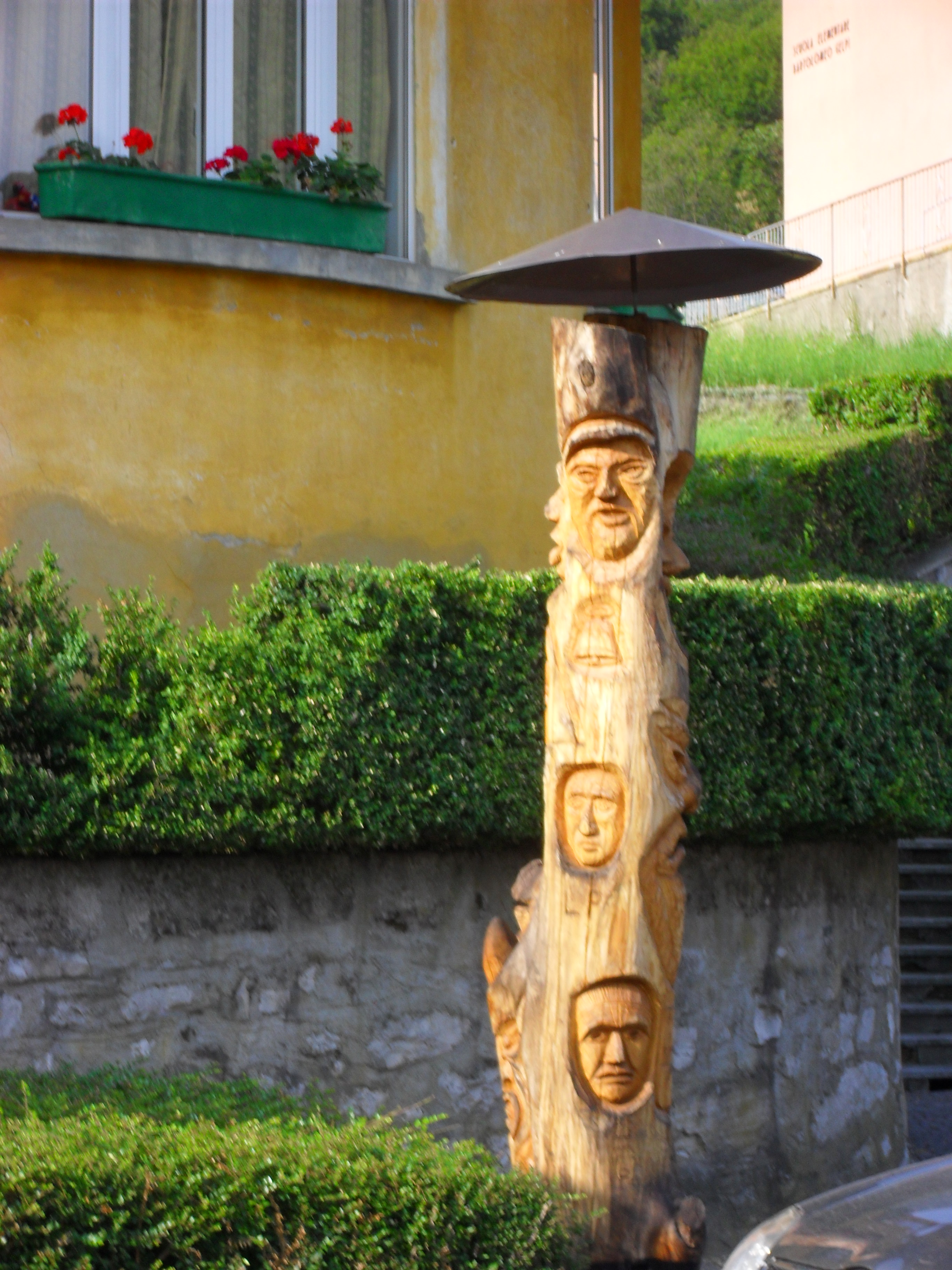
Statua in legno rappresentante le maschere del carnevale locale
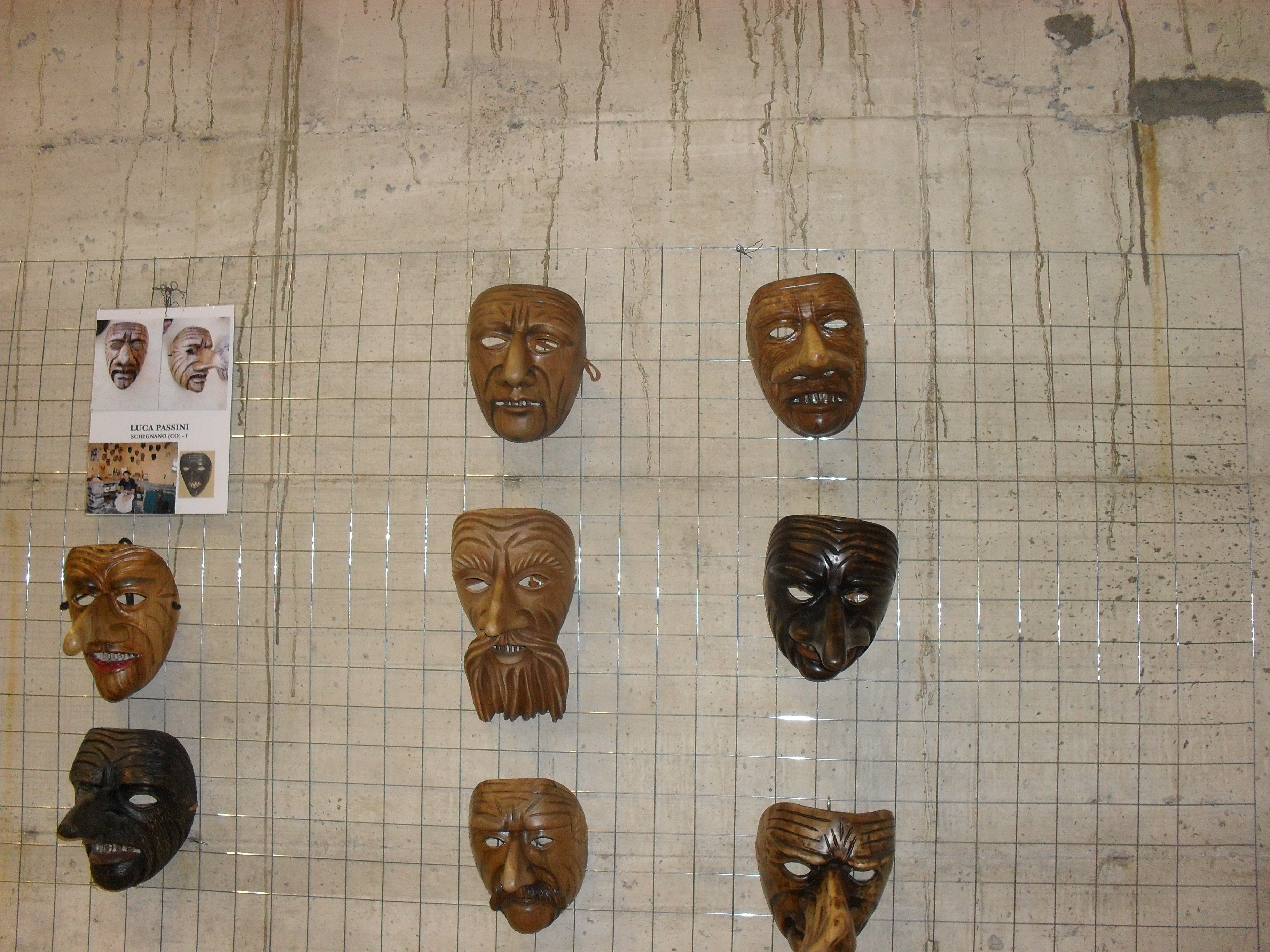
Maschere del carnevale
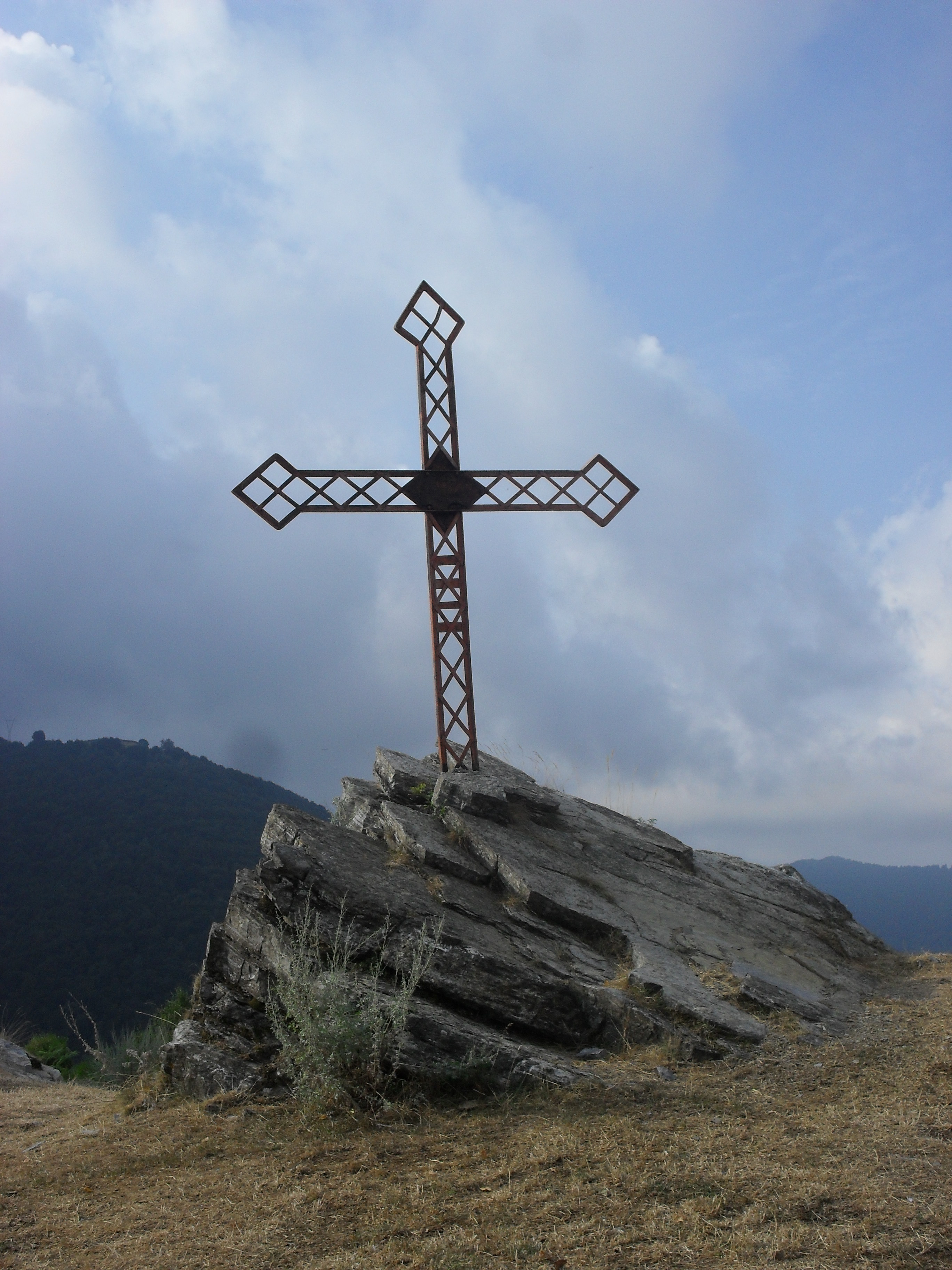
Località Crocette
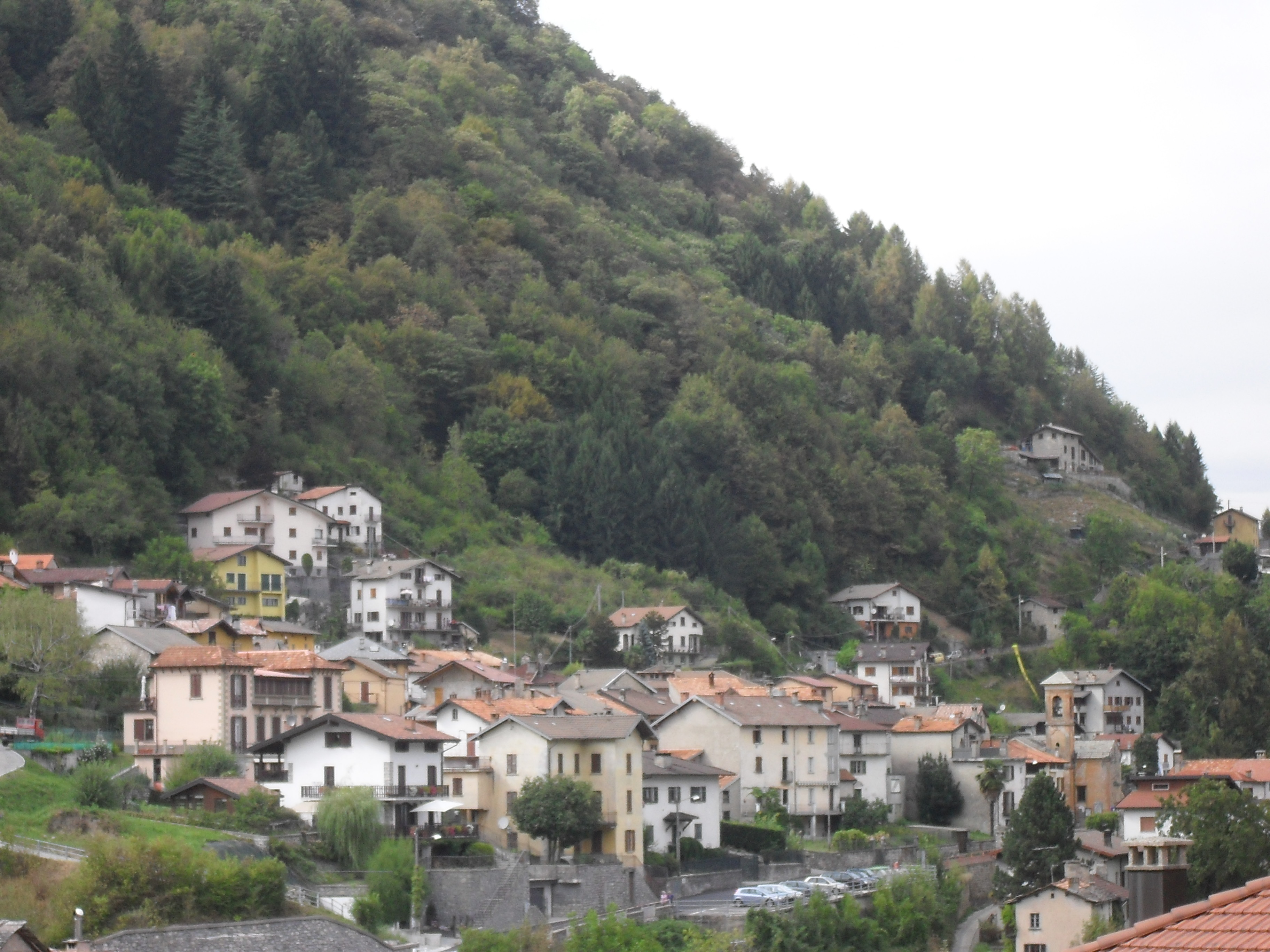
Frazione Auvrascio
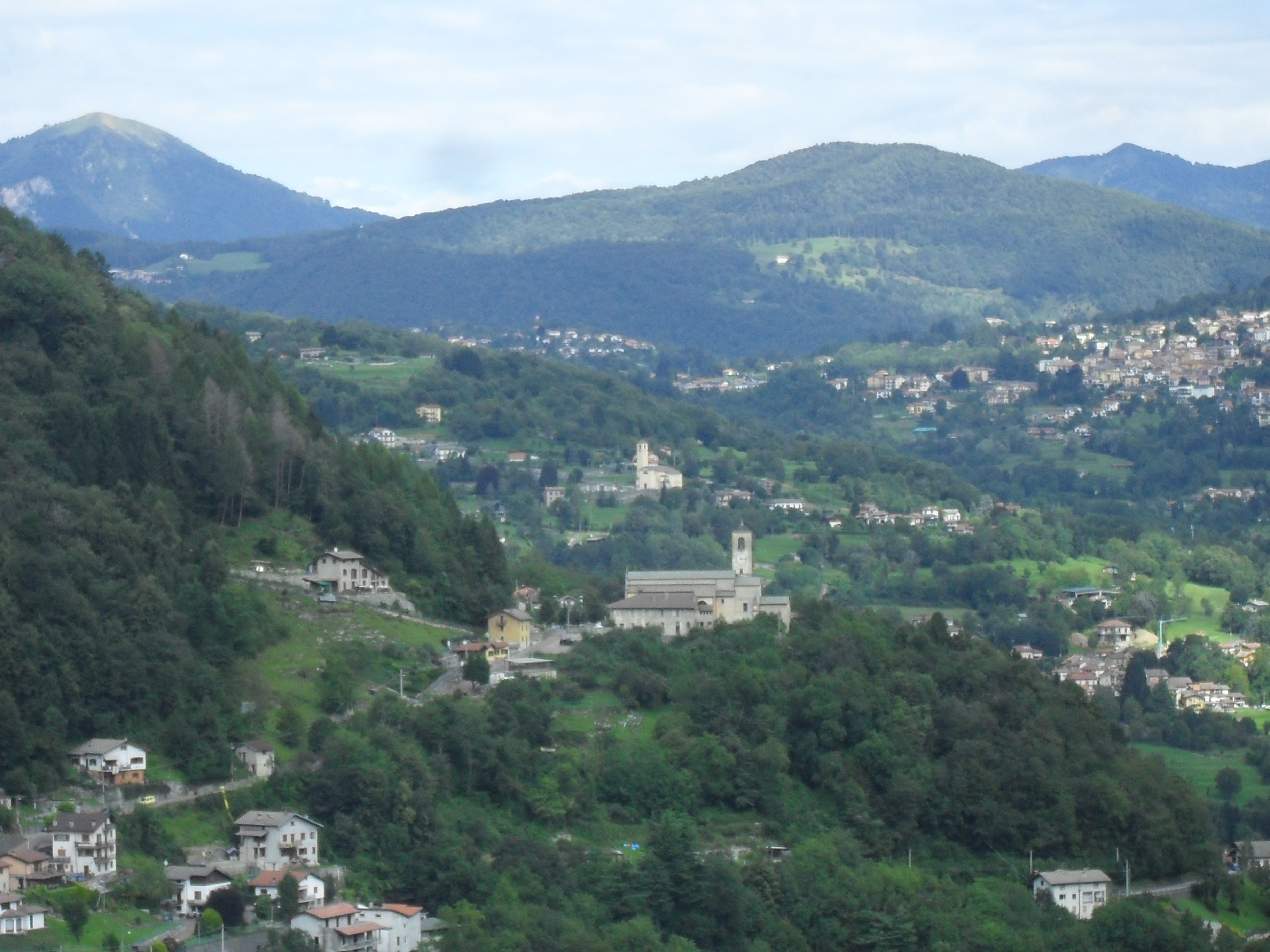
Chiesa di Santa Maria con una parte della frazione di Auvrascio
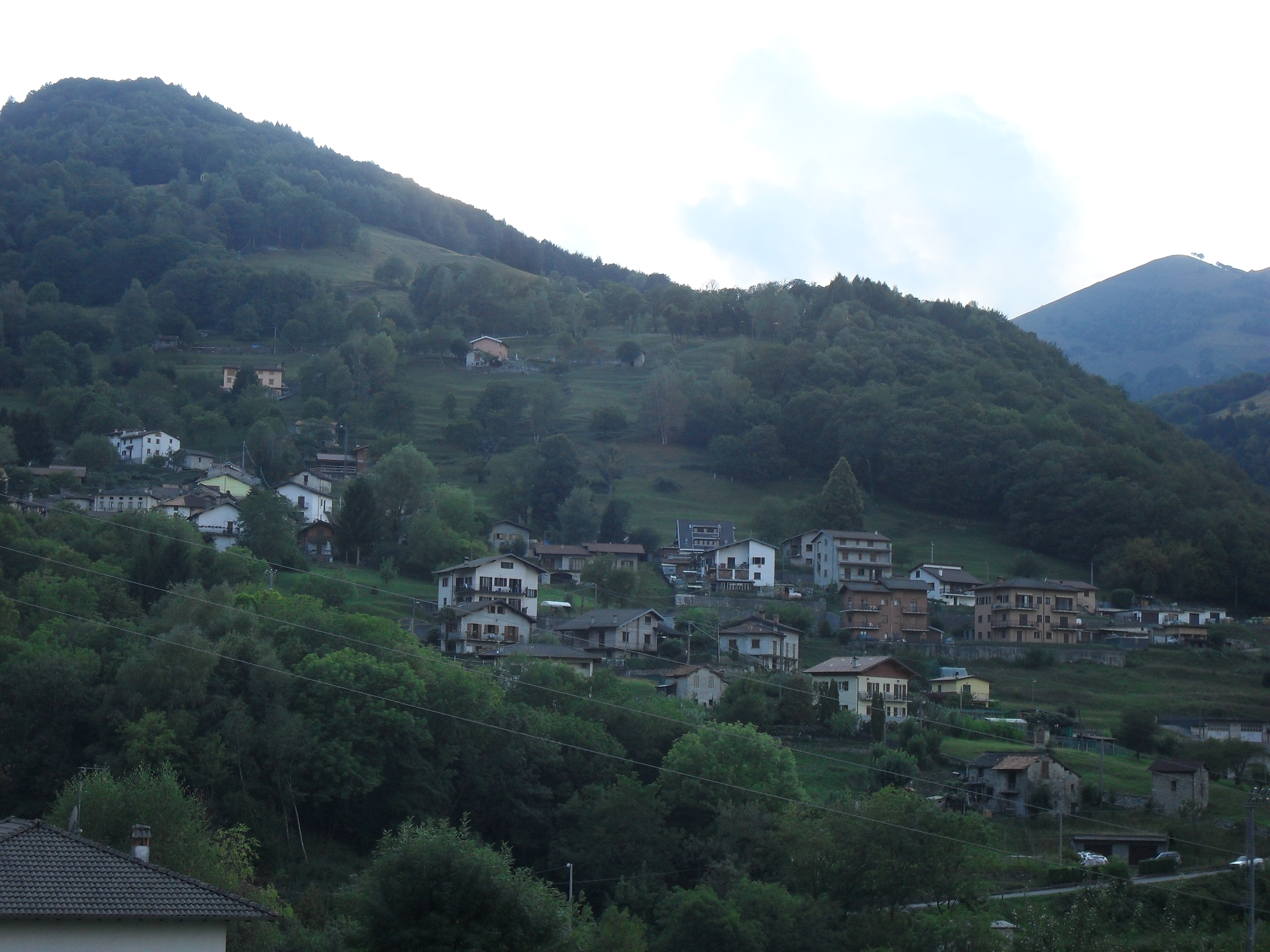
Frazione Perla
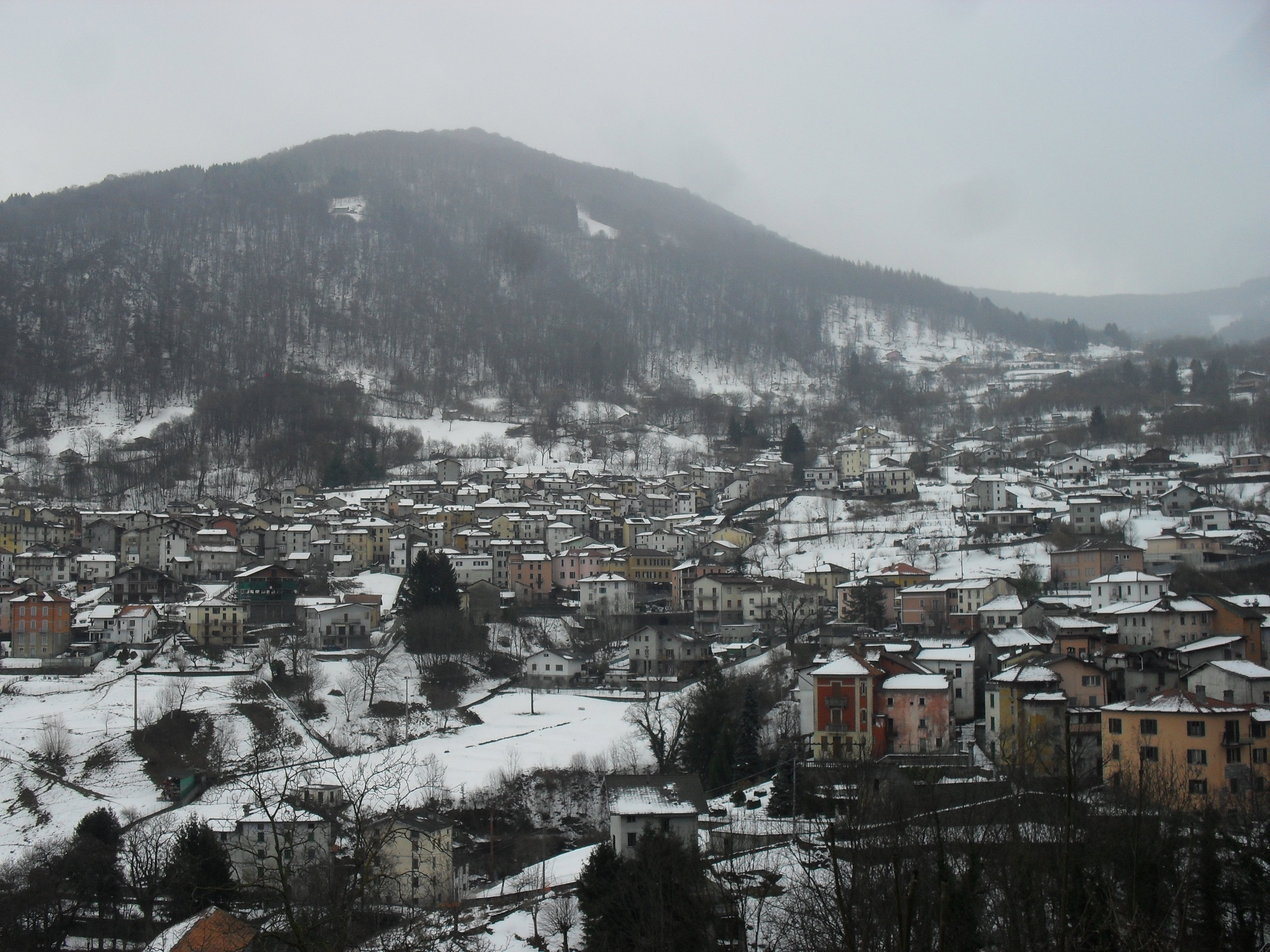
Panorama invernale del paese